# Otto von Zwiedineck-Südenhorst
Otto Wilhelm Helmut von Zwiedineck Edler von Südenhorst (* 24. Februar 1871 in Graz, Österreich-Ungarn; † 4. August 1957 in Graz) war ein österreichischer Wirtschaftswissenschaftler und Staatsrechtslehrer.

## Leben und Wirken
Zwiedineck-Südenhorst war der Sohn von Hans von Zwiedineck-Südenhorst. Er war ab 1902 Professor für Volkswirtschaftslehre an der Technischen Universität Karlsruhe. Im akademischen Jahr 1912/13 fungierte er als Rektor.
1920 wechselte er nach Breslau. 1921 übernahm er – als Nachfolger des verstorbenen Max Weber – den Lehrstuhl (Ordinariat) für Nationalökonomie an der Universität München. Dort lehrte er bis 1938 und wieder von 1945 an. 1940 wurde er zum Mitglied der Bayerischen Akademie der Wissenschaften gewählt.
Zwiedineck-Südenhorst war ein Vertreter der Historischen Schule der Nationalökonomie. In seiner wissenschaftlichen Arbeit beschäftigte er sich überwiegend mit Fragen der Wirtschaftstheorie, der Methodenlehre sowie der Sozial- und Lohnpolitik.

## Ehrungen
- 1941: Goethe-Medaille für Kunst und Wissenschaft.
- 1953: Großes Verdienstkreuz der Bundesrepublik Deutschland

## Werke
- Lohnpolitik und Lohntheorie (1900)
- Sozialpolitik (1911)
- Allgemeine Volkswirtschaftslehre (1932)
- Mensch und Wirtschaft (1955)